# Jaspe

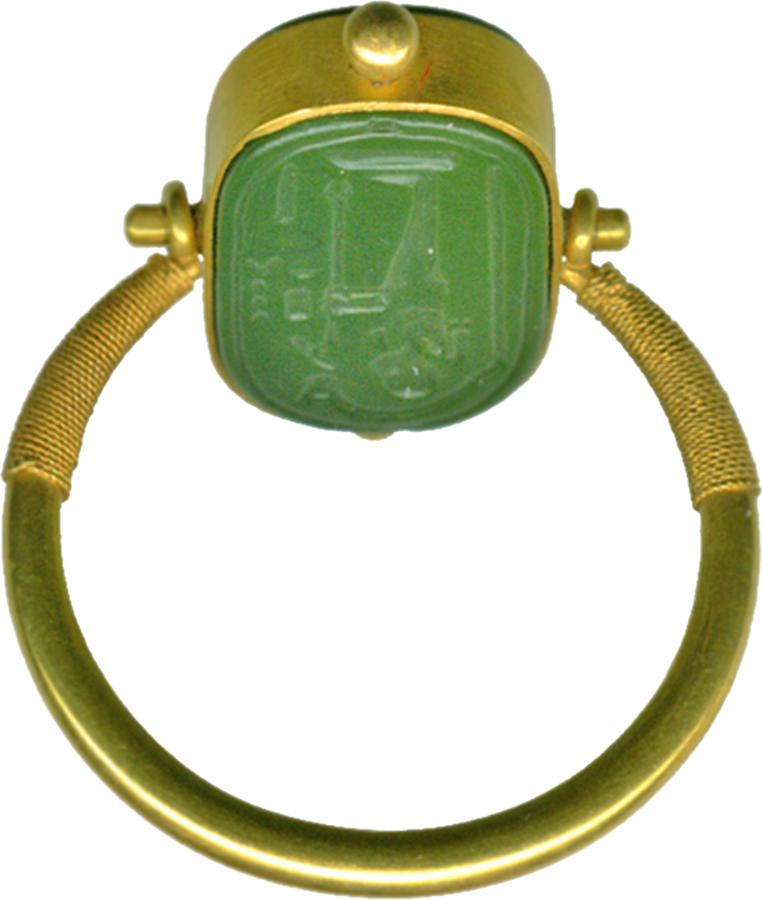
Anillo de oro y jaspe.

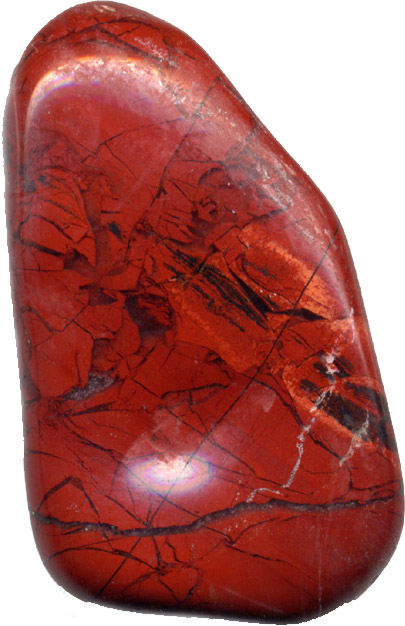
Pieza pulida de jaspe de 2,5 cm.

El jaspe es un agregado de cuarzo microgranular junto con otras fases minerales. Se trata de una variedad de calcedonia opaca e impura, generalmente de color rojo, amarillo, marrón o verde; y rara vez azul. El color rojo común se debe a inclusiones de óxido de hierro(III). Se puede pulir y utilizar en floreros, sellos y, tiempo atrás, se la utilizó para cajas de tabaco. Posee una superficie suave y se utiliza para ornamentación o como gema. Los colores son rojos o violáceos, grises a negros, a veces verdes, amarillos o pardos. En ocasiones aparecen varios combinados. La «jaspilita» es variedad de jaspe veteado con niveles ferruginosos y manganesíferos muy distintivos. El jaspe piel de leopardo es un mineral muy curioso, ya que posee patrones que se asemejan al pelaje de un guepardo y se puede encontrar en México.

## Formación y mineralogía

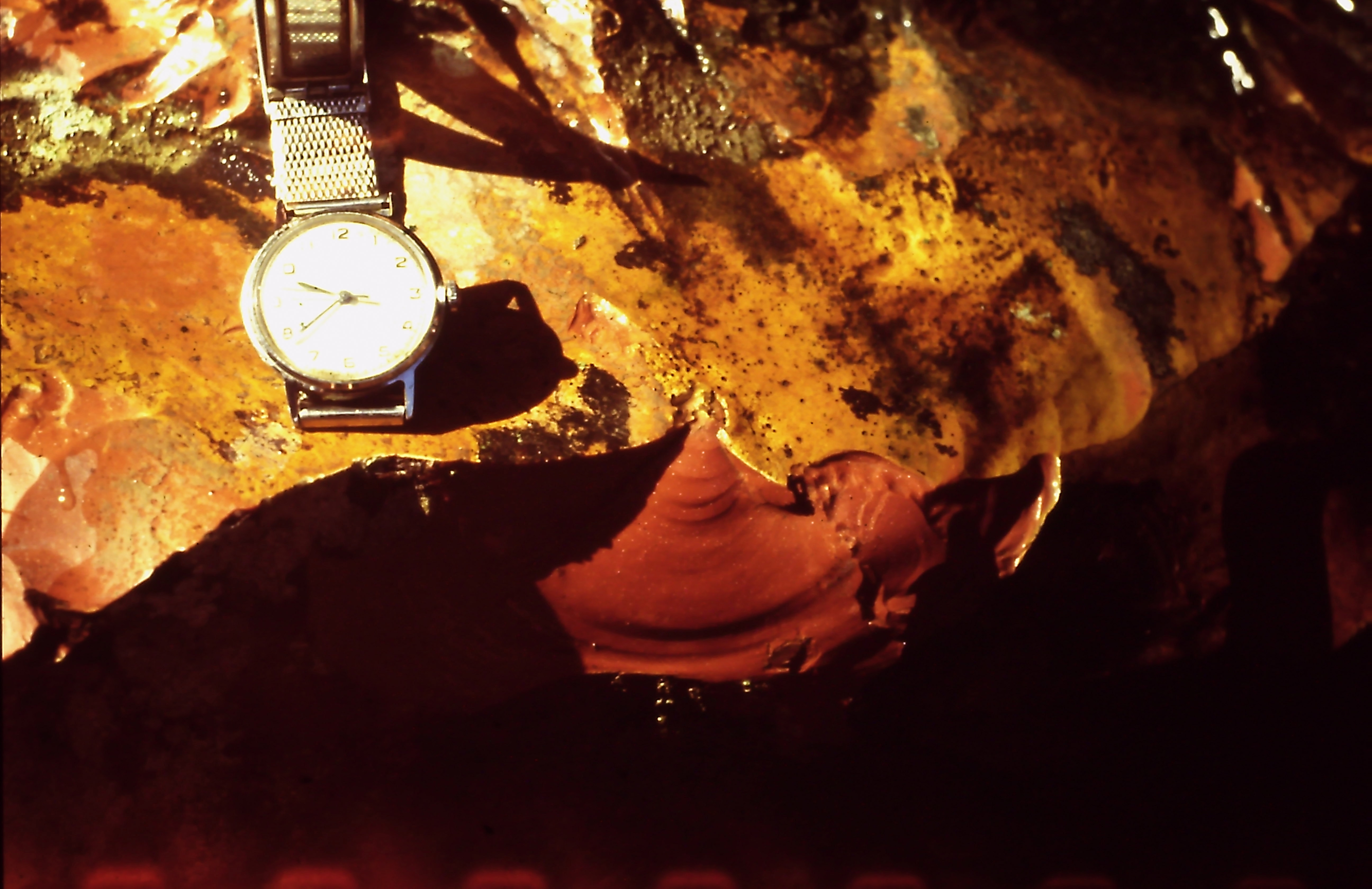
Fractura concoidal del jaspe.

El jaspe se encuentra en rocas opacas de prácticamente cualquier color, derivado del contenido mineral de los sedimentos o cenizas originales. Durante el proceso de consolidación, surgen patrones que forman flujos y patrones de sedimentación en los sedimentos originales ricos en sílice o cenizas volcánicas. Se considera que la circulación hidrotermal es necesaria para la formación del jaspe. Los jaspes no contienen granos detríticos y la fractura es lisa o astillosa, a veces concoidal, mate y opaca. 
En algunos casos, el jaspe puede formarse por la diagénesis de radiolaritas, en las que la sílice de los esqueletos de radiolarios se recristaliza en calcedonia o cuarzo. Esto ocurre en ambientes donde hay altas concentraciones de sílice y procesos metamórficos o hidrotermales. Un ejemplo son los jaspes asociados a sílex en formaciones geológicas antiguas. Algunos ejemplos de este caso son 
- Monte Olimpo en Grecia: hay jaspes rojos asociados a radiolaritas del Jurásico, donde la sílice de origen biogénico (radiolarios) fue alterada posteriormente.[2]

- Cinturón de Jaspe de Brasil. Algunas variedades podrían tener sílice derivada de fuentes biogénicas, aunque predominan los procesos hidrotermales.[3]

### Formaciones de hierro bandeado
El jaspe es el componente principal en las partes ricas en sílice de las formaciones de hierro bandeado, lo que indica cantidades bajas pero presentes de oxígeno disuelto en el agua, como durante la Gran Oxidación o las tierras bola de nieve. Las bandas rojas son sílex rojo microcristalino o jaspe.

## Jaspe rojo
El jaspe rojo pertenece a la grande familia de los jaspes, que han sido muy apreciadas desde antaño por su gran variedad de colores y la geometría de sus diseños. La variedad monocromática es muy rara. Se han hallado hermosos ejemplares en Sudáfrica. El jaspe rojo se utiliza como piedra ornamental y a veces como piedra preciosa. De esta piedra se habla en los escritos de Alejandro Magno, Plinio  el Viejo y los alquimistas medievales; el poeta Dante Alighieri la menciona en la Divina comedia y encontramos numerosas referencias, junto a otras piedras, tanto en el Antiguo Testamento como en el Nuevo Testamento.